# Havas Miksa
Havas Miksa, születési nevén Heller Miksa (Székesfehérvár, 1861. január 12. – ?, 1944. július 15.) zsidó származású magyar kereskedelmi akadémiai tanár, közgazdasági író.

## Élete
Heller Sámuel 1848-iki honvédőrmester és Weiss Mária fiaként született. Középiskolai tanulmányait szülővárosában kezdte és a győri főreáliskolában fejezte be. 1879-ben a budapesti Műegyetemre iratkozott be s négy év alatt befejezvén felsőbb tanulmányait, 1883-ban a mennyiségtanból és természettanból középiskolára képesítő oklevelet nyert. 1882. december 1-jén a budapesti kereskedelmi akadémiánál mint titkársegéd alkalmaztatott, ahol 1885. augusztus végeig szolgált, mikor az újonnan alapított pozsonyi kereskedelmi akadémiához a mennyiségtan, kereskedelmi számtan és irodai munkálatok tanárának neveztetett ki. Időközben (1885. június 11.) megszerezte a kereskedelmi számtanból a képesítő oklevelet. 1895-ben részt vett az országos gazdakongresszus előmunkálataiban. Heller családi nevét 1882-ben változtatta Havasra.
Nyugdíjazása után a Hazai Általános Biztosító Rt. vezértitkára, majd igazgatója. Pénzintézetek számtanácsosa és kamarai revizor. A Magyar Cobden Szövetség igazgatója volt. 1944-ben elhurcolták, halála helye ismeretlen. A budapesti központi járásbíróság 1947-ben 1944. július 15-ei dátummal holttá nyilvánította. Felesége Singer Regina volt. Tankönyvei széles körben elterjedtek.

## Művei

### Folyóiratcikkek
Cikkei az Országos Középiskolai Tanáregylet Közlönyében (1884. A kereskedelmi középiskolát szaktanárainak képesítéséről), a Közgazdasági Szemlében (1890. Arany forint, arany agió, A részletív-ügyletek, 1891. Segédszámok az arany-ezüst számításhoz, 1892-93. Az életbiztosítás a földhitel szolgálatában, Kereskedelmi szakiskoláink reformja, 1894. A törlesztési tervekről, 1895. Az arany és az árak, Az arany kinálat és a kereskedelem fellendülése). az Egyetértésben (1891. márcz. 4. A részlet ügyletek), a Pozsonyi Szemlében (1891), a Köztelekben (1892. A földbirtokos osztály hitelszükséglete és annak kielégítése, A zálogleveles kölcsönök, 1893. A magyar földhitelintézet kölcsöneinek reformja, A földhitelintézet kölcsöne, Gazdasági szakoktatásunk és a jelzálogi kölcsönök), a Kereskedelmi Szakoktatásban (1892-95. A valutára és a szakoktatásra vonatkozó több kisebb cikk), a Neue Freie Presseben (1893. aug. 18. Die Tilgungspläne der Hypothekar-Institute), A Pesti Naplóban (1895. 17. sz. Aggastyánokat gyámolító takarékpénztár), a Volkswirt. Vierteljahrschriftben (XXX. 2. Die Lebensversicherung im Dienste des Bodenkredits), a Nyugatmagyarországi Hiradóban (1891-95.)

### Önálló művek
- Kereskedelmi irodai munkálatok. Pozsony, 1887. (Jónás Jánossal együtt.)
- Kereskedelmi és politikai számtan. Pozsony; 1888-90. Három kötet. (Kereskedelmi Szakkönyvtár I-III. 2. kiadása sajtó alatt Budapest, 1895.)
- Kereskedelmi tanulók naptára az 1888/89–1898/99. évekre. I–XI. évfolyam. Szerkesztette Havas Miksa. (12-r.) Pozsony, 1888–1898
- Irodai munkálatok az alsó fokú kereskedelmi iskolák számára. Pozsony. 1890.
- Táblák a kamatos kamat, járadék és életbiztositási számitáshoz. (Különlenyomat a »Kereskedelmi és politikai számtan« III. részéből.) (8-r. 32 l.) Pozsony, 1890
- Kereskedelmi számtan az alsó fokú kereskedelmi iskolák számára. Pozsony, 1891.
- A mezőgazdasági hitel és a zálogleveles kölcsönök. Budapest, 1891. (Kiadványok az országos magyar gazdasági egyesület köréből.)
- A jelzálogos kölcsönök. Budapest, 1894.
- Táblák a politikai számtan, kamatos-kamat, járadék- és életbiztositási számitásokhoz. (8-r. 35 l.) Budapest, 1898. (Bogyó Samuval)
- Pénz és valuta. 10 szines táblával. (122 l.) 1898. (Egyetemes Ismeretek Tára)
- Kereskedelmi irodai munkálatok. A kereskedő tanonciskolák számára irta –. (8-r. XXVIII, 40 l. és 4 mell.) Budapest, 1899
- Az életbiztositásról. (8-r. 31 l.) Budapest, 1900
- Kereskedelmi számtan a kereskedő tanonciskolák és a női kereskedelmi tanfolyamok használatára. (n. 8-r. 156, III l.) Budapest, 1901. (Bogyó Samuval)
- Kiegészítő füzet a Bogyó-Havas-féle kereskedelmi számtannak a női kereskedelmi tanfolyamok használatára készült példányaihoz. (n. 8-r. 40 l.) Budapest, 1901
- Kamatszámítás (Budapest, 1904)
- Közgazdasági tudnivalók (Budapest, 1904)
- Kereskedelmi számtan. Átdolgozták Bogyó Samu és H. M. I. rész. 4., javított kiadás. (8-r. 193 l.) Budapest, 1906.
- Feladatok a kereskedelmi számtanból és a könyvviteltanból. Kézirat gyanánt. (8-r. 176 l.) Budapest, 1906 (Mittelmann Nándorral)
- Politikai számtan (Budapest, 1907)
- Algebra a felső kereskedelmi iskolák számára. (8-r. . 180. 2 l.) Budapest, 1906. Franklin. 2., javított kiadás. (Szuppán Vilmossal)
- 1-től 100.000-ig terjedő számok hétjegyű logarithmusai és táblák a politikai számtanhoz. 3. kiad. Budapest, 1911. (Bogyó Samuval)
- Az értéktőzsde (Budapest, 1922)
- A magyar Nemzeti Bank és a pénzpiac (Budapest, 1928)
- Mérleg- és adómérleg (Budapest, 1928)
- Régi írások aktuális közgazdasági kérdésekről (Budapest, 1929)
- A pénz tragédiája (Budapest, 1939)